# Birgit Brüel
Birgit Brüel (Copenaghen, 6 ottobre 1927 – Gentofte, 23 febbraio 1996) è stata una cantante danese.
Ha partecipato all'Eurovision Song Contest 1965 con il brano For Din Skyld, in rappresentanza della Danimarca, classificandosi al settimo posto.